# 益若つばさ
益若 つばさ（ますわか つばさ、本名：益若 翼（読み同じ）、1985年10月13日 - ）は、日本のギャルファッションモデル、タレント、YouTuber、実業家で、元歌手（「TSUBASA」および「Milky Bunny（ミルキー・バニー）」名義）。身長150cm、体重37kg。埼玉県越谷市出身。愛称は「つーちゃん」。個人事務所「株式会社PLAYDOT」（プレイドット）所属。前事務所のエイジアプロモーションと業務提携。
『Popteen〔ポップティーン〕』の読者モデルとして人気を博し、着用した服やアクセサリーが瞬く間に売れるなど突出した経済効果を有することから『100億円ギャル』の異名をもって知られており、それらの事象を「つばさ売れ」とも呼ばれた。その経済効果については500億円以上と言われている。

## 経歴
埼玉県越谷市に出生。父親が『キャプテン翼』のファンだったことから、翼と命名された。越谷市立蒲生南小学校、越谷市立南中学校、埼玉県立草加東高等学校卒業。
17歳の時にファッション雑誌『Popteen〔ポップティーン〕』に渋谷での私服スナップ写真が掲載され、読者として初登場。以降、2008年2月号に至るまでポップティーンのモデルを担った。自ら表紙を飾った同号は41万部突破という同誌史上最高の売り上げを記録。
2009年頃から美容やアパレル関連の様々な商品をプロデュース。2010年に入って以降はテレビ番組の出演が増えた。
2010年にポップティーンの姉妹誌『PopSister〔ポップシスター〕』が創刊すると、星野加奈、菅野結以、小森純、樋口智子、青木英李、孫暐と共に専属としてこれに登場。単独で表紙を飾った。2年ぶりの専属モデル復帰であった。それから2011年8月発売の10月号まで同誌に登場。同誌に連載していた『つばPhoneなう。』にて卒業を発表した。
結婚および妊娠がきっかけとなっての卒業であったという。
翌2012年の4月にママ誌の『MaMa Cawa〔ママカワ〕』が創刊すると、同じくママモデルとして知られる桃華絵里、板橋瑠美、ならびに宮下美恵と共に早速第一号に登場。創刊スペシャルとして特集の対象となっている。

### 歌手
2007年に「TSUBASA」名義で「Magic to Love」を発表。これは、彼女がイメージモデルを務めた香水「Magic TO LOVE2」のイメージソングとして起用され、発売記念イベント時に購入者特典として配布された。
2011年6月には「Milky Bunny」名義で歌手活動を行うことを発表。歌手名は、Milky=おとなしい、Bunny=活発で魅力的な女の子、という2つの相反する言葉を兼ね備えることで、「色んな面を出せるアーティストになりたい」という意図を表している。
2012年3月21日には1stアルバム「Milky Bunny」をリリース。

### 事務所独立
2023年3月1日、自身のYouTubeチャンネルを更新し、15年以上所属していたエイジアプロモーションから独立して、個人事務所「株式会社PLAYDOT」を設立したことを報告。エイジアプロとは業務提携（エージェント契約）の形で引き続き関わることとなった。

## 人物

### 私生活
2007年12月25日に『Men's egg』の読者モデルとして知られる梅田直樹と結婚。2008年4月に第1子男児を出産した。
2011年秋に別居が報じられ、2013年1月14日に離婚を発表した。長男の親権は益若が持つ。
息子は2022年で中学二年生となったが身長は167cmあるという。

### IUS装着を公表
2021年6月8日に、自身のYouTubeチャンネルとInstagramで、子宮内黄体ホルモン放出システム（LNG-IUS）「ミレーナ」を装着する施術を受けたことを報告し、自筆の内性器のイラストを付けて説明した。
公開したYouTube動画の再生回数は、同月26日時点で自身のチャンネルとしては過去最高の100万回再生を突破した。
この動画について、2021年8月4日放送の『ABEMA Prime』（ABEMA news）に水曜週替わりMCとして出演した益若は、「以前は生理不順の対策として低用量ピルを飲んでいたが、毎日飲まなければならないことや副作用などのデメリットも多かった」時に避妊リングの存在を知ったという。また、症状によっては保険適用になることを知らなかったため、全額自己負担の自由診療で挿入した。
この件について、産婦人科医の高橋幸子は、「産婦人科医は普段は避妊リングとは呼ばず、『子宮内リング』や『ミレーナ』と呼んでいるが、そう聞いても子宮内避妊具とは伝わらないので、もっと良い言葉が出てきてほしい」とコメントした。その上で、「IUSを避妊目的で使って何が悪いのかという議論が、低用量ピルでも同様の議論となっている。ピルもIUSも『避妊で使って何が悪い』と言いたい」と述べている。
公表から約4か月後の2021年10月2日、YouTubeチャンネルにて経過報告動画を公開した。装着後の生理の変化と現在の様子、さらに前回公開時のユーザーからのコメントの反響などを伝え、今後も継続的に経過報告を更新するとしている。
動画を公開した際には、あらゆる世代や性別の視聴者から反応があり、「ミレーナを知らなかったので婦人科に行く」と言う女性をはじめ、30代や40代の中にも、動画でミレーナの存在を初めて知った人が多かった。実際に自分に導入してみたが身体に合わなかったという女性や、生理に苦しむパートナーに薦めるという男性の声もあった。その一方で、「避妊リングを入れたからセックスし放題だな」「性に奔放なのか」という意見もあったが、益若は「こういう人は性の知識がないから嫌悪感を持っているのだと思う」と言う。「生理の話が当たり前だったり皆が性の知識を持っていたら嫌悪感は減るはずで、何でも気軽に話せる環境づくりのために、私は積極的に発信する」方針を出している。益若は「自身がインフルエンサーの立場上、言い辛い話もしなければならない。生理の話を出すことで、『益若が言ってたから話してもいいこと、恥ずかしいことではない』との認識が広まり、親や身近な存在に相談できる社会になってほしい」と言った。
後述のアメリカで仙骨を骨折した際には、YouTube動画内で「私、ミレーナを入れて1年経つんですけど、ちょうどアメリカ（での骨折期間）で生理になってしまって、でも、ほぼ出血がなくて、たぶんこれ普通に生理だったら痛すぎて……ナプキンも替えたりとかできないんですよ。本当に危なかったなと思うのでミレーナを入れてよかった」と、骨折療養中のミレーナによる月経負担軽減効果を力説している。

### 骨折・療養
2022年5月30日の自身のInstagramにおいて、滞在先のアメリカ・ロサンゼルスから帰国する当日に誤って階段から落下し、搬送先の同地の病院で診断の結果、尾てい骨の上の仙骨を骨折したことが分かり、安静のため薬を飲んでほとんど寝たきりの生活を送っていることを報告。また、長時間の飛行機に乗れる許可が下りるまで、少しの間米国で休養することを明かした上で、関係各所へ「私の不注意で番組や撮影など色々キャンセルになってしまいご迷惑をおかけして本当にごめんなさい、、。」と謝罪した。7月11日、帰国を報告。同月27日には休業を宣言した。8月20日には、身体の不調がメンタルにも影響を及ぼし、抑うつ状態になっていることを明かした。10月23日投稿のInstagramでは、走る練習をするところまで回復していることを報告。
2023年1月7日、自身のInstagramで帯状疱疹の為、年末年始は家で過ごした旨を明かした。
同年2月21日、2日後の23日から約9か月ぶりに活動再開することをInstagramで報告。同日20時にYouTube動画のプレミア公開を行い、その後『ABEMA Prime』（ABEMA news）にスタジオコメンテーターとして生出演。翌週3月1日には、前年5月4日放送回以来約10か月ぶりとなる同番組の水曜週替わりMCを務めた。
ショートカットにしてからは「益若つばさになりたいおじさん」と呼ばれるファッションや髪形をマネする男性も現れており、益若自身も「今までは、女の子をかわいくするためにと言ってきたのに、男女関係ないことにみんな気づいてきた。男性も言いやすくなったのは、良いことだと思います」とジェンダーレスを心がける旨を語っている。

## 出演

### 雑誌
- Popteen（角川春樹事務所、 - 2008年2月号）専属
- たまひよこっこクラブ（ベネッセコーポレーション、2009年10月 - 2011年4月号）連載
- PopSister （角川春樹事務所、2009年4月号 - 2011年10月号）専属
- saita （セブン＆アイ出版、2011年3月号 - ）連載

### 関連書籍
- つばさブログ（角川春樹事務所、2007年9月）- ポップティーン公式携帯サイト上ブログの書籍化。
- うめ♥つば 〜結婚から出産まで〜（大洋図書、2008年5月31日）
- つばさイズム（講談社、2008年11月29日）
- つばさ♥メガネ （幻冬舎メディアコンサルティング、2009年11月26日）
- Les Ailes（レゼル） （小学館、2010年2月26日）- 益若つばさ、初の写真集。
- Mickey Mouse Special Disney Collection Vol.1（講談社、2009年12月3日） - ディズニー世界初のオリジナルグッズがついたムック本。
- Mickey Mouse Special Disney Collection Vol.2（同上）
- にてる!（ワニブックス、2011年3月18日）著：のぶみ - 自身の家族が描かれた絵本。

### イベント
- 東京ガールズコレクション[47][48][49][50][51]
- 神戸コレクション
- 渋谷ガールズコレクション
- 渋谷コレクション
- 静岡コレクション
- Super Girls Festa in 台湾 2012
- SHIBUYA109 Festival 2012
- 第7回 ガールズブロガースタイル(GBS)（2015年3月27日、六本木EX THEATER）[52][53]

### テレビ番組
- We Can☆（2009年4月 - 2011年4月、BSフジ）
- おもいッきりDON!（2009年 - 2010年、日本テレビ） - 水曜日「益若&にしおかの つばさんぽ HAPPY チェンジ」レギュラー
- 魔女たちの22時（2009年 - 2011年、日本テレビ） - 準レギュラー
- ウェルカムTV（2009年 - 2010年、テレビ東京）
- DON!（2010年 - 2011年、日本テレビ） - 火曜日レギュラー
- ロンドンハーツ（テレビ朝日） - 準レギュラー
- 東京トキメキ百貨店（2021年11月5日（4日深夜） - 2023年4月1日（3月31日深夜）、テレビ朝日）[54] - MC

### WEB番組
- ABEMA Prime（2021年5月12日、8月4日、11月3日、12月22日、2022年1月26日、3月2日、4月6日、5月4日、2023年3月1日、4月 - 、ABEMA news） -水曜週替わりMC[6]
- セカンドチャンスウェディング（2021年9月17日 - 、ABEMA） - MC

### テレビドラマ
- 最後から二番目の恋（2012年1月 - 3月、フジテレビ） - 栗山はるか 役
  - 続・続・最後から二番目の恋 第5話（2025年5月12日、フジテレビ）[55]

### 映画
- 翔んで埼玉（2019年2月22日公開、FILM） - おかよ 役（麻実麗の家政婦）[56]
  - 翔んで埼玉 〜琵琶湖より愛をこめて〜（2023年11月23日公開、東映）[57][58]

### CM
- ダリヤ Palty（2008年 − ）
  - ギャル道篇（2008年4月 − ）
  - バルコレ篇（2010年7月 − ）
  - 泡KARAデビュー篇（2011年 − ）
- 江崎グリコ ポッキー エビバデポッキー つばさ篇（2009年）
- ユニバーサルミュージック いちばん大切なキミへ贈るうた（2009年 − ）
  - 友達 家族へ篇（2009年5月 − ）
  - 恋人へ篇（2009年5月 − ）
- ツヤグラパーフェクト ヘアアイロン（2009年9月）
- マクドナルド ハッピーセット シュガーバニーズ シュシュ&リング篇（2011年3月）
- T-Garden Candy　Doll（2011年5月 - ）
- 日本クラフトフーズ ストライド ストライプ（2011年7月 - ）
  - Happy Stripe Way篇（2011年7月 - ）
- フリュー フリュープリ機（2011年8月 - ）
  - つーちゃんプリントシール機篇（2011年8月 - ）
- UCC上島珈琲 パラダイストロピカルティー（2012年3月 - ）
- イトーヨーカ堂　イトーヨーカドーレイングッズ（2013年3月 - ）

### その他
イメージモデル
- LIZ LISA（ヴェント・インターナショナル、2007年）
- Jerry Girl（ジェリーガール、2007年）
- Magic TO LOVE（エクスパンド、2008年）
- Angelcolor（T-Garden、2008年）
- CandyDoll（T-Garden、2008年）
- ジェムケリー(GemCEREY）（2009年 - 2010年）
- EDWIN（2009年、2010年）
- Chu-me（カメラのキタムラ、2009年、2010年）
- S-leg（福助、2009年、2010年）
- DollyWink（コージー本舗、2009年、2010年）
- JINS（ジェイアイエヌ、2010年）
- HONEY BEE　（京セラ、2010年）
- UNO et L'ETOILE（クラウディア、2010年）
- つばコレ（イマージュ、2011年）
- p-Grandi（2019年）

ケータイ放送局
- 携帯電話放送局、Bee TVにて、ムーログ（動画ブログ）を配信

親善大使
- 大分県豊後高田市親善大使（2012年）

## ディスコグラフィ

### Milky Bunny シングル
| -        | リリース日     | タイトル           |
| -------- | -------------- | ------------------ |
| 1st      | 2011年7月20日  | Bunny Days♥        |
| 1st 配信 | 2011年11月9日  | no shape of love   |
| 2nd      | 2012年1月11日  | ずるいよ…／I Wish  |
| 2nd配信  | 2012年2月29日  | ミルクシェイクSOS! |
| 3rd      | 2012年10月17日 | ナミダソラ         |
| 4th      | 2013年3月6日   | ねぇかまって？     |

### Milky Bunny アルバム
| -   | リリース      | タイトル    |
| --- | ------------- | ----------- |
| 1st | 2012年3月21日 | Milky Bunny |

### Milky Bunny ミュージック・ビデオ
| 年   | ビデオ             | 監督         |
| ---- | ------------------ | ------------ |
| 2011 | Bunny Days♥        | nicographics |
| 2012 | ずるいよ…          | 河野未彩     |
| 2012 | ミルクシェイクSOS! | Kanamedia    |
| 2012 | ナミダソラ         | Kanamedia    |

### 映像作品
| 年     | 情報                                                                               | オリコン 最高順位 | 認定 |
| ------ | ---------------------------------------------------------------------------------- | ----------------- | ---- |
| 2011年 | 益若つばさの泣きピタ!DVD 泣きピタ!篇 - 発売日:1月19日 - レーベル: ポニーキャニオン | －                |      |
| 2011年 | 益若つばさの泣きピタ!DVD スマイル!篇 - 発売日:1月19日 - レーベル:ポニーキャニオン  | －                |      |

## 受賞歴
- 2008年 GRP Award 最優秀キュートモデル大賞[61]
- 2009年 ネイルクィーン タレント部門[62]
- 2009年 ユーキャン新語・流行語大賞 トップテン「ファストファッション」[63]
- 2010年 バレンタインクイーンアワード 好きなギャルモデル部門[64]
- 2011年 バレンタインクイーンアワード 憧れの女性ギャルモデル部門[65]
- 2011年 ネイルクィーン タレント部門[66]